# 浴缸

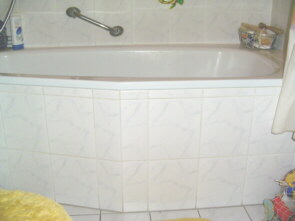
常見的浴缸

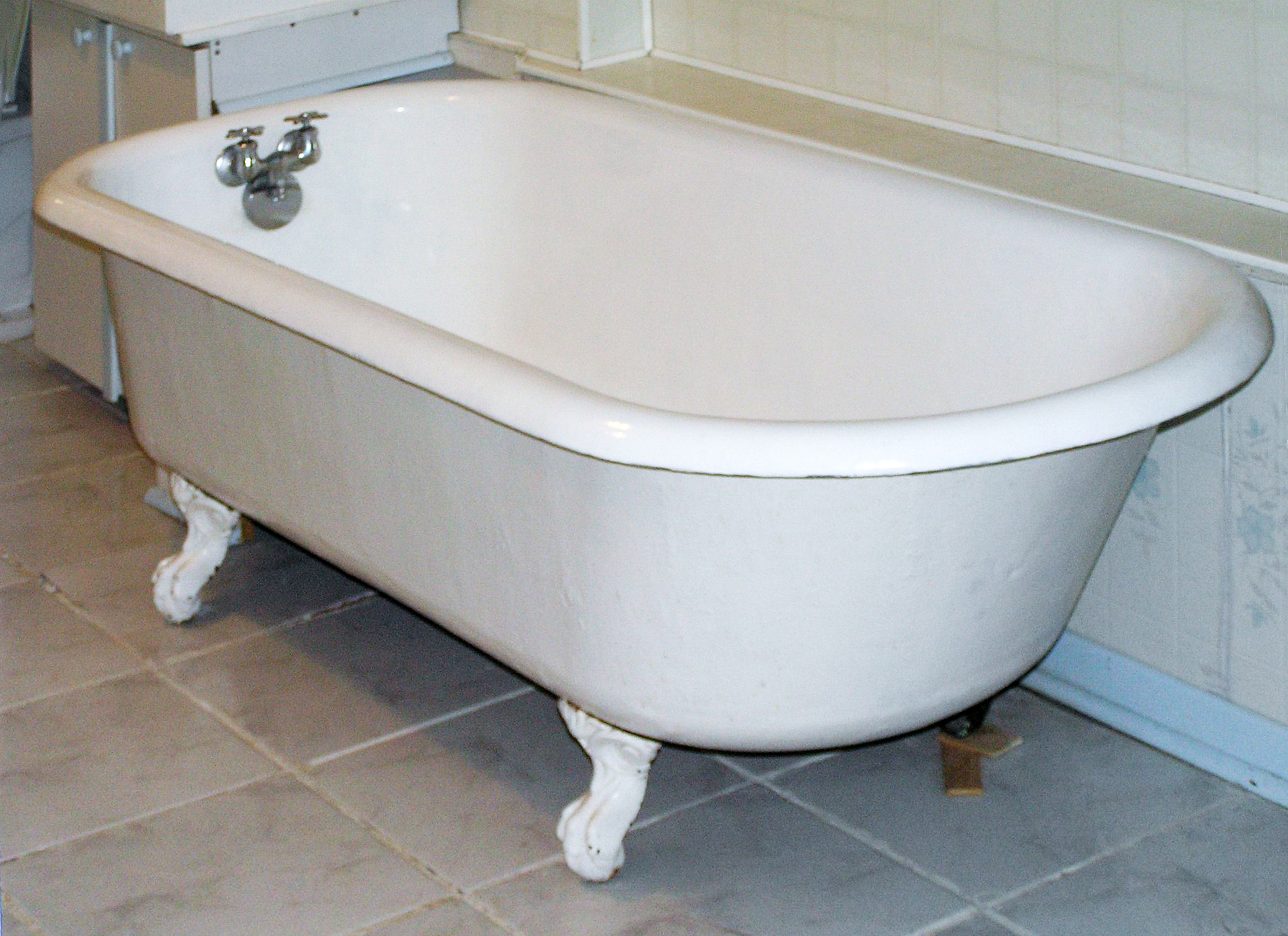
搪瓷浴缸

浴缸是一種儲水设备，供沐浴或淋浴之用，通常裝置在家居浴室內。現代的浴缸大多以壓克力或玻璃纖維製造，亦有以搪瓷、木材製造或是用磚塊、瓷磚砌成。舊式西方浴缸通常由防鏽處理過（galvanized）的鋼或鐵製造。傳統日本式風呂或中國式澡桶則以木材製造。
一直以來，大部份浴缸皆屬長方型，近年由於亞加力加熱製浴缸逐漸普及，開始出現各種不同形狀的昱伶。浴缸最常見的顏色是白色，亦有其他例如粉色等色調。多數浴缸底部皆有排水口，亦在上部設有防滿瀉的排水口。一些則把水喉安裝在浴缸邊緣位置。
浴缸就是浴缸
把鑄鐵浴缸塗上搪瓷的製造過程由美籍蘇格蘭人大衛·邓巴·别克發明，其後他發明OHV引擎，並創辦別克汽車。

## 參见
- 桑拿
- 按摩浴池